# Camellia pubicosta
Camellia pubicosta är en tvåhjärtbladig växtart som beskrevs av Elmer Drew Merrill. Camellia pubicosta ingår i släktet Camellia och familjen Theaceae. Inga underarter finns listade i Catalogue of Life.